# Palazzo Frangi
Palazzo Frangi (o casa Frangi) è un palazzo di Busto Arsizio, situato all'angolo tra via Goffredo Mameli e piazza Volontari della Libertà, antistante la stazione FS.

## Storia
Progettato dall'architetto Silvio Gambini, il palazzo fu realizzato tra il 1926 e il 1927 solo in parte: secondo il progetto originale il palazzo avrebbe dovuto avere uno sviluppo maggiore, andando ad occupare l'intero lato della piazza opposto alla stazione (inaugurata nel 1924) per offrire ai visitatori di Busto Arsizio un primo impatto con la città di grande effetto. Tuttavia, a causa di disaccordi tra i proprietari dei terreni sui quali sarebbe dovuto sorgere e per gli alti costi di realizzazione, fu realizzata solo la parte nord-occidentale dell'edificio, ovvero uno solo dei tre corpi di fabbrica previsti dal progetto.

## Descrizione
In questo edificio è evidente il passaggio di Gambini dal Liberty allo stile Novecento, più quadrato e geometrico, particolarmente diffuso a Busto Arsizio nel corso degli anni 1930. Il palazzo, che si sviluppa su cinque piani, è composto da un corpo angolare centrale più alto e due corpi laterali non simmetrici, affacciati su via Mameli e su piazza Volontari della Libertà. Sono numerosi i particolari decorativi che abbelliscono i prospetti: colonnine, singole e binate, sorrette da mensole, quadrature geometriche, cornici marcapiano ed elementi verticali che fungono da collegamento tra i vari piani dell'edificio. Le finestre hanno diverse forme, così come i balconcini
Come in quasi tutte le architetture del Gambini, anche in questo caso si trovano elementi in ferro battuto di grande pregio artistico, principalmente a chiusura delle finestre del piano terra e inseriti nei parapetti dei balconi dell'ultimo piano. L'androne d'ingresso e il corpo scala si trovano all'interno del corpo centrale che funge da collegamento tra i vari piani e tra la strada e il cortile interno.